# Jeff Hackett
Jeff Hackett (ur. 1 czerwca 1968 w London w prowincji Ontario w Kanadzie) – były kanadyjski hokeista.
Jego syn Montana (ur. 1996) i bratanek Matt (ur. 1990) także zostali hokeistami.

## Kariera klubowa
- Oshawa Generals (1986-1988)
- Springfield Indians (1988-1990)
- New York Islanders (1988-1991)
- San Jose Sharks (1991-1993)
- Chicago Blackhawks (1993-1998)
- Montréal Canadiens (1998-2002)
- Boston Bruins (2002-2003)
- Philadelphia Flyers (2003-2004)
  -  Philadelphia Phantoms (2003)

W latach 1988–2004 występował w lidze NHL na pozycji bramkarza. Wybrany z numerem (34) w drugiej rundzie draftu NHL w 1987 roku przez New York Islanders. Oprócz drużyny z Nowego Jorku, grał także w San Jose Sharks, Chicago Blackhawks, Montreal Canadiens, Boston Bruins oraz Philadelphia Flyers. W sezonach zasadniczych NHL rozegrał łącznie 500 spotkań. Karierę zawodową hokeisty zakończył w 2004. Od 2006 roku został trenerem bramkarzy w Colorado Avalanche.

## Sukcesy
- F.W. "Dinty" Moore Trophy: 1987
- Dave Pinkney Trophy: 1987
- Jack A. Butterfield Trophy: 1990